# Alfa Romeo 146
L'Alfa Romeo 146 è un'autovettura costruita dalla casa automobilistica italiana Alfa Romeo, prodotta dal 1995 al 2001 nello stabilimento Alfa Romeo di Pomigliano d'Arco, in Campania.

## Profilo
La 146 venne presentata in anteprima mondiale al Motor Show di Bologna nel dicembre del 1994 su una piattaforma rotante, mentre solo al successivo salone dell'automobile di Ginevra nel marzo 1995 la vettura venne esposta apertamente al pubblico sia negli interni che negli esterni andando ad affiancare la quasi coetanea Alfa Romeo 145 (presentata l'anno precedente), nel compito di sostituire la Alfa Romeo 33.
145 e 146, entrambe disegnate nel Centro Stile Alfa Romeo, si distinguevano tra loro, per essere una tre porte la prima e una cinque porte la seconda. Mentre quasi identica era la parte anteriore (differente era la mascherina tra i fari), grosse differenze si avevano sul posteriore, con coda quasi tronca per la 145, mentre "quasi tre volumi" poteva essere considerata la 146.
Nella progettazione delle due vetture si era partiti dalla base comune del telaio di un'altra autovettura del gruppo, la Fiat Tipo, cercando di mantenere in ogni caso i tratti distintivi della casa del biscione per quanto riguarda gli assetti più sportivi.
Le sospensioni erano a 4 ruote indipendenti: quelle anteriori adottavano lo schema MacPherson, mentre il retrotreno era a bracci tirati connessi da barra stabilizzatrice. La 146 è una delle poche autovetture ad aver montato motopropulsori disposti sia longitudinalmente (Boxer) sia trasversalmente (Diesel e Twin Spark).

## Le serie

### Prima serie (1995–1996)

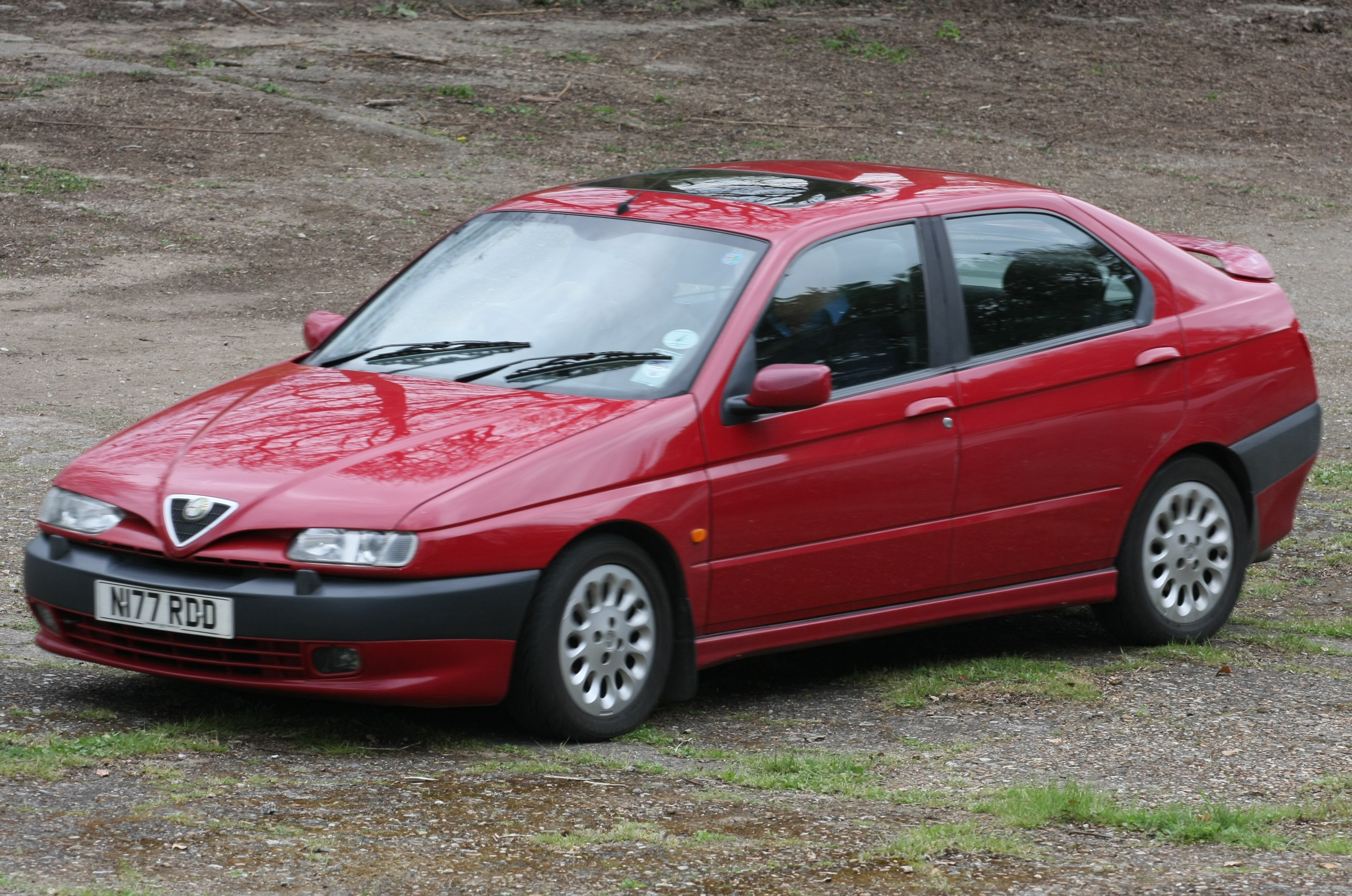
Alfa Romeo 146 Ti prima serie

Alla commercializzazione, iniziata nel maggio 1995, la 146 riprendeva l'intera gamma di motori della 145, composta dai boxer benzina, derivati dall'Alfa 33, di 1.351, 1.596 e 1.712 cm³ (quest'ultimo con distribuzione a 16 valvole) con potenze, rispettivamente, di 90, 103 e 129 CV, e da un motore diesel da 1.929 cm³ con una potenza di 90 CV, già montato anche sulle Alfa Romeo 155 nonché altri modelli del Gruppo Fiat. Due erano gli allestimenti disponibili, "base" ed "L", per le motorizzazioni 1.3, 1.6 e 1.9 Td, mentre la 1.7 16v poteva essere ordinata solo nella configurazione più lussuosa. Esternamente si distinguevano per i paraurti non verniciati nella versione più povera e negli interni per tessuti e altri piccoli dettagli.
Agli inizi del 1996 fu commercializzata la versione "Ti" con il nuovo motore benzina 1970 cm³ 16 valvole Twin Spark (con 2 candele per cilindro e variatore di fase) che già equipaggiava da qualche mese la 145 Quadrifoglio Verde e la 155.

### Seconda serie (1997–1998)
Nel gennaio 1997 l'intera gamma venne rivista con l'arrivo dei nuovi motori Twin Spark nelle versioni 1.4 (1370 cm³), 1.6 (1598 cm³) e 1.8 (1747 cm³) che sostituirono i vecchi boxer, difficilmente adeguabili alle nuove direttive antinquinamento Euro 2.
Se esternamente le differenze si limitavano a coppe ruote e cerchi in lega di nuovo disegno, internamente fu ridisegnata interamente la plancia e adottati nuovi tessuti per i sedili.
Nel settembre 1997 furono introdotti di serie l'ABS, e Airbag lato guida nonché una nuova versione denominata "Junior". Questa, equipaggiata solo con motore 1.4 e dal giugno 1998 anche con il 1.6, differiva dalle altre versioni, all'interno per tessuti specifici e all'esterno per cerchi in lega da 15", spoiler sul baule, terminale di scarico cromato, assetto ribassato e minigonne laterali in tinta con il fregio "Junior". Inoltre vengono potenziati i propulsori 1.8 e 2.0.

### Terza serie (1999–2001)

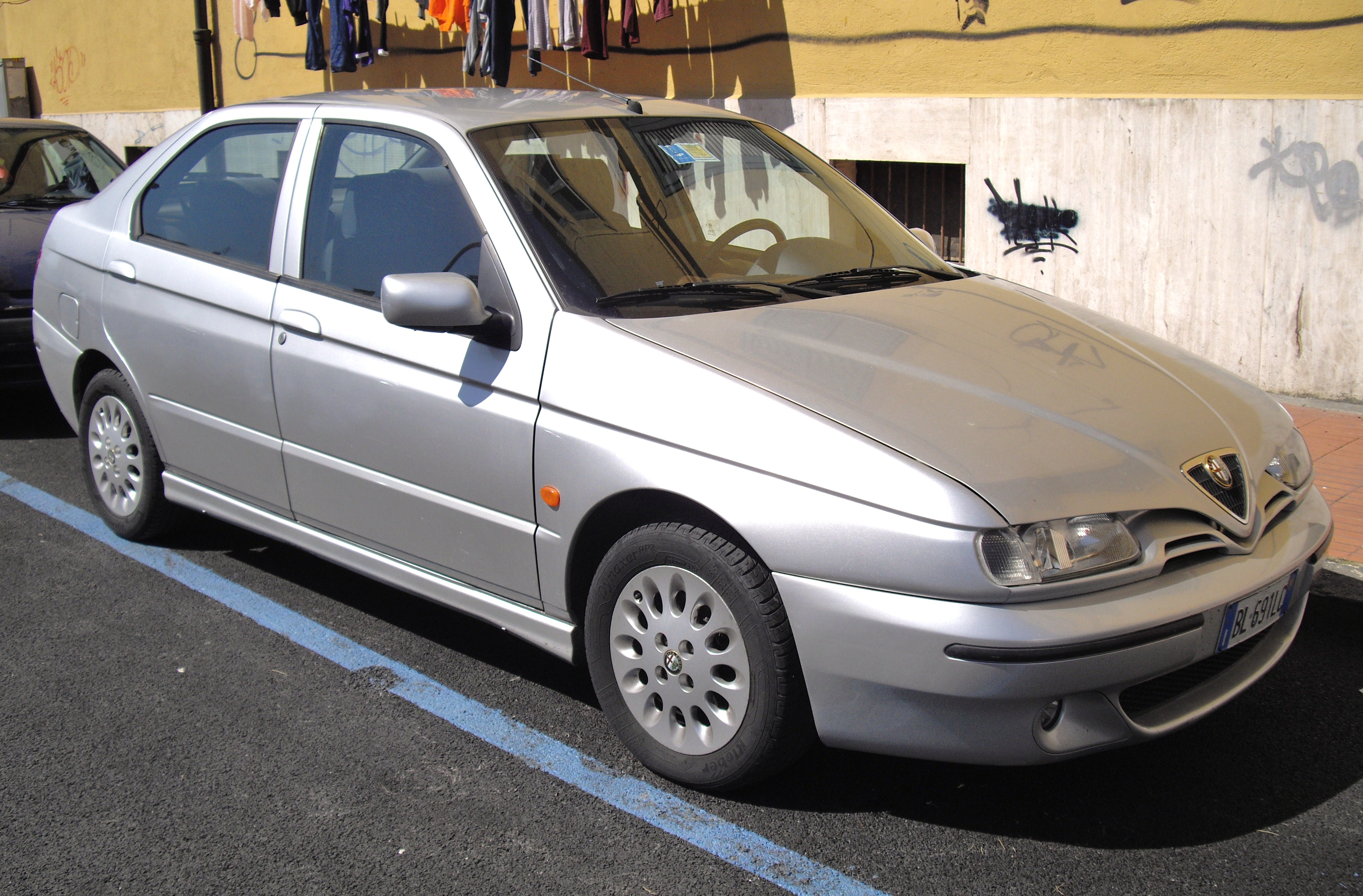
Alfa Romeo 146 terza serie del 1999

Nel 1999 la 146 venne sottoposta ad un ultimo restyling, prima di essere sostituita nel 2001 dall'Alfa Romeo 147. Questa volta le modifiche interessavano per lo più l'esterno con un nuovo disegno dei paraurti e della mascherina anteriore. I motori benzina restarono gli stessi (il 2.0 non era più disponibile per il mercato italiano) mentre l'ormai obsoleto turbodiesel a precamera fu sostituito dal nuovo motore common rail JTD da 1910 cm³ e 105 CV.
L'allestimento Junior uscì di produzione sostituito dal pack “Sport” optional mentre sugli allestimenti intermedi venne introdotto a pagamento il pack “Lusso”.

## Motorizzazioni
| Modello                              | Motore                  | Cilindrata (cm³) | Potenza                         | Coppia (N·m)          | 0-100 km/h s | Velocità max (km/h) | Massa (kg) |
| 1.3 IE (05/1995-12/1996)             | 4 cilindri contrapposti | 1351             | 66 kW (90 CV) @6.000 giri/min   | 115,5 @5.000 giri/min | 12,8         | 179                 | 1175       |
| 1.6 IE (05/1995-12/1996)             | 4 cilindri contrapposti | 1596             | 76 kW (103 CV) @6.000 giri/min  | 134 @4.500 giri/min   | 11,5         | 187                 | 1175       |
| 1.7 16v (05/1995-12/1996)            | 4 cilindri contrapposti | 1712             | 95 kW (129 CV) @6.500 giri/min  | 148 @4.300 giri/min   | 10,2         | 201                 | 1225       |
| 2.0 Twin Spark 16v (02/1996-05/1998) | 4 cilindri in linea     | 1970             | 110 kW (150 CV) @6.200 giri/min | 186 @4.000 giri/min   | 8,5          | 215                 | 1275       |
| 2.0 Twin Spark 16v (06/1998-03/1999) | 4 cilindri in linea     | 1970             | 114 kW (155 CV) @6.400 giri/min | 187 @2.800 giri/min   | 8,4          | 216                 | 1275       |
| 1.4 Twin Spark 16v (01/1997-12/2001) | 4 cilindri in linea     | 1370             | 76 kW (103 CV) @6.300 giri/min  | 124 @4.600 giri/min   | 11,5         | 187                 | 1160       |
| 1.6 Twin Spark 16v (01/1997-12/2001) | 4 cilindri in linea     | 1598             | 88 kW (120 CV) @6.300 giri/min  | 144 @4.500 giri/min   | 10,5         | 197                 | 1190       |
| 1.8 Twin Spark 16v (01/1997-05/1998) | 4 cilindri in linea     | 1747             | 103 kW (140 CV) @6.300 giri/min | 165 @4.000 giri/min   | 9,4          | 207                 | 1215       |
| 1.8 Twin Spark 16v (06/1998-12/2001) | 4 cilindri in linea     | 1747             | 106 kW (144 CV) @6.500 giri/min | 169 @3.500 giri/min   | 9,3          | 209                 | 1215       |
| 2.0 TD (05/1995-03/1999)             | 4 cilindri in linea     | 1929             | 66 kW (90 CV) @4.200 giri/min   | 186 @2.500 giri/min   | 12,5         | 179                 | 1245       |
| 1.9 JTD (03/1999-12/2001)            | 4 cilindri in linea     | 1910             | 77 kW (105 CV) @4.000 giri/min  | 255 @2.000 giri/min   | 10,5         | 187                 | 1245       |